# Shámbara
『shámbara』（シャンバラ）は、DEAD END通算3枚目のアルバム。1988年5月21日発売。
2009年11月11日に1stシングルの「BLUE VICES」およびそのカップリング曲を収録した『shámbara[+2]』がSHM-CDで発売された。

## 収録曲
1. EMBRYO BURNING　（4:33）
後に発売されるベストアルバム2作共に収録。
2. JUNK　（4:31）
アルバム『GHOST OF ROMANCE』の時からすでに楽曲が存在しており、1987年のライブ・ツアーにおいても演奏されていた。
3. NIGHT SONG　（4:04）
4. SERPENT SILVER　（5:15）
5. PSYCHOMANIA　（5:13）
6. LUNA MADNESS　（5:58）
7. BLIND BOY PROJECT　（4:40）
8. BLOOD MUSIC　（5:56）
9. HEAVEN　（4:50）
10. I CAN HEAR THE RAIN　（5:14）
「EMBRYO BURNING」同様に、後に発売されるベストアルバム2作共に収録。

### リイシュー盤ボーナス・トラック
1. BLUE VICES　（4:55）
1stシングル。
2. WIRE DANCER　（4:13）
1stシングルのc/w。